# فرخنده‌های سرحنایی
فرخنده‌های سرحنایی (نام علمی: Thlypopsis) سرده ای از پرندگان از خانواده فرخندگان Thraupidae است.
این سرده دارای هشت گونه است:
| نگاره | نام علمی                                                                  | نام رایج          | پراکندگی                                                          |
| ----- | ------------------------------------------------------------------------- | ----------------- | ----------------------------------------------------------------- |
|       | Thlypopsis fulviceps                                                      | فرخنده سرگندمی    | رشته ساحلی ونزوئلا و دورترین شمال کلمبیا                          |
|       | Thlypopsis inornata                                                       | فرخنده شکم‌نخودی   | پرو و جنوب اکوادور                                                |
|       | Thlypopsis sordida                                                        | فرخنده سرنارنجی   | آرژانتین، بولیوی، برزیل، کلمبیا، اکوادور، پاراگوئه، پرو و ونزوئلا |
|       | Thlypopsis pyrrhocoma (که در گذشته به Pyrrhocoma اختصاص داشت)             | فرخنده سربلوطی    | پاراگوئه شرقی، شمال شرقی آرژانتین و جنوب برزیل                    |
|       | Thlypopsis ruficeps                                                       | فرخنده زردوزنگاری | آرژانتین، بولیوی و پرو                                            |
|       | Thlypopsis superciliaris (که در گذشته به Hemispingus اختصاص داده شده بود) | سهره‌نمای ابروکمند | بولیوی، کلمبیا، اکوادور، پرو و ونزوئلا                            |
|       | Thlypopsis ornata                                                         | فرخنده سینه‌حنایی  | اکوادور، پرو و جنوب غربی کلمبیا                                   |
|       | Thlypopsis pectoralis                                                     | فرخنده پهلوقهوه‌ای | پرو                                                               |